# Humboldt County (Californien)
Humboldt County er et county beliggende i den nordvestlige del af den amerikanske delstat Californien, ud til Stillehavet. Hovedbyen i countyet er Eureka. I år 2010 havde amtet 134.623 indbyggere.
Humboldt County har cirka 6.100 km² offentlige og private skove, har flere bjerge samt en del landbrugsjord. Humboldt har omkring 180 km kyststrækning ud til Stillehavet, hvilket er mere end noget andet county i delstaten.

## Geografi
Ifølge United States Census Bureau er Humboldts totale areal på 10.495,2 km², hvoraf de 1.242,5 km² er vand.

### Grænsende amter
- Del Norte County — nord
- Mendocino County — syd
- Siskiyou County — nordøst
- Trinity County — øst

### Byer i Humboldt
| - Eureka - Arcata - Fortuna - Rio Dell - Ferndale - Blue Lake - Trinidad |